# Voivodia da Sérvia e do Banato de Tamis
A voivodia da Sérvia e do Banato de Tamis ( em alemão:  Woiwodschaft Serbien und Temeser Banat ), conhecida simplesmente como voivodia da Sérvia ( Serbische Woiwodschaft ), era uma ducado do Império Austríaco que existiu entre 1849 e 1860.
Era uma terra separada da coroa que recebeu o nome de duas ex-províncias: Voivodina Sérvia e Banato de Tamis. Sua área anterior agora está dividida entre Sérvia, Romênia e Hungria . A voivodia deu seu nome à atual província autônoma sérvia da Voivodina .

## Nomes

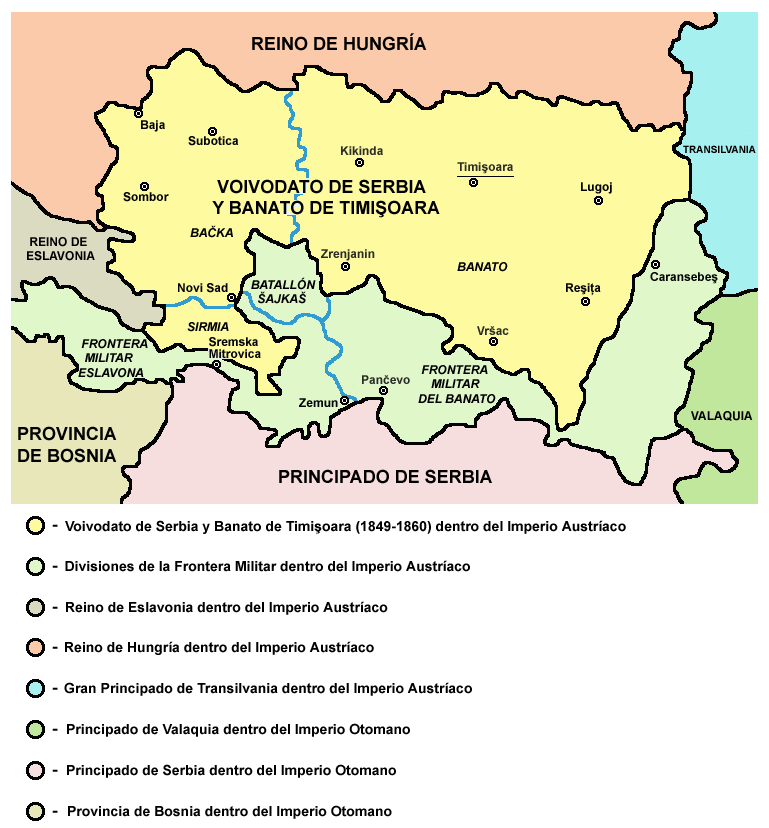
Detalhe do mapa da Voivodia da Sérvia e de Banato de Tamis

No alemão contemporâneo, o ducado era oficialmente conhecido como Woiwodschaft Serbien und das Temescher Banates ou Woiwodschaft Serbien und das Temeser Banat(e)  . Na Sérvia contemporânea, era conhecido como Vojvodina Srbska i Tamiški Banat (Войводина Србска и Тамишки Банат)  e Vojvodstvo Srbija i Tamiški Banat (Војводство Србиј). Em húngaro, era conhecido como Szerb Vajdaság és Temesi Bánság, e em romeno como Voivodina Sârbească și Banatul Timișan.

## História
A Voivodia foi formada por uma decisão do imperador austríaco em novembro de 1849, após as revoluções de 1848/1849 . Foi formada de acordo com o privilégio dado aos sérvios pelo imperador Habsburgo em 1691, reconhecendo o direito dos sérvios à autonomia territorial dentro da Monarquia dos Habsburgos.
Durante a revolução de 1848, a minoria sérvia no sul da Hungria exigiu inicialmente apenas o reconhecimento de sua nacionalidade e direitos de idioma. Ao ocorrer a revolução húngara por um estado-nação magiar o movimento nacional sérvio ganhou força, e foram feitas amplas reivindicações territoriais. Em maio de 1848, numa Assembléia Nacional da Sérvia em Novi Sad, o Metropolita Josif Rajačić (1785-1861)  proclamou a região um Voivode . No dia 15 Em maio de 1848, a Assembléia Nacional em Karlowitz proclamou a nação sérvia como um povo livre sob a coroa Habsburgo de Santo Estêvão e sua própria terra da coroa na Voivodina Sérvia ( Srpska Vojvodina sérvio). As áreas de Syrmia, Baranya, Batschka, Banat e o distrito de Kikinda foram reivindicadas para formar a Voivodia.

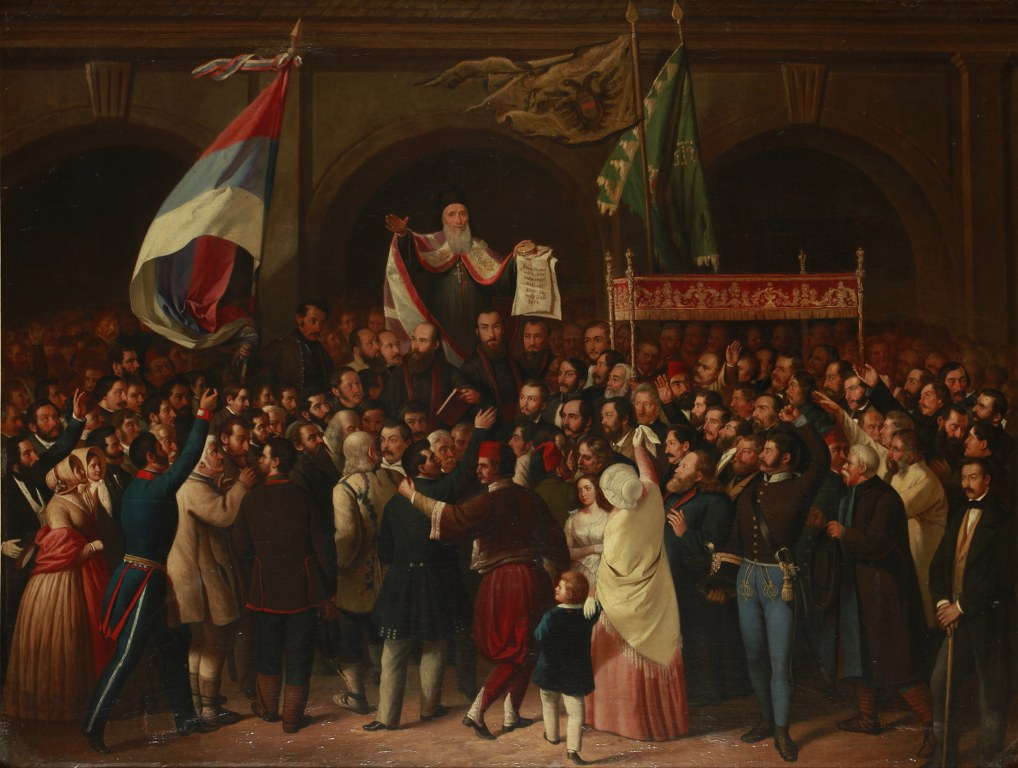
Pintura histórica da Proclamação da Voivodia da Sérvia e do Banato de Tamis em 1848

Com a criação da Voivodia da Sérvia e do Banato de Tamis, Viena passou a contar com o apoio das forças sérvias contra o antagonismo húngaro que estava em andamento. No dia 18 de Novembro de 1849 a Voivodia da Sérvia e do Banato de Tamis e as fronteiras militares eslavas de Banato . foram formadas pela separação de um territórios ao sul da Hungria.
A criação da Voivodia removeu a soberania húngara desse território e o colocou-o diretamente sob o governo central de Viena.
Um governador austríaco com sede em Temeschwar governava a área, e o título de Voivode pertencia ao próprio imperador. O título completo do imperador era " Grande Voivoda da Voivodia da Sérvia" (alemão: Großwoiwode der Woiwodschaft Serbien ). Mesmo após a abolição da Voivodia, o imperador manteve esse título até o final da monarquia austro-húngara em 1918.
Após a derrota na Guerra da Sardenha, a Coroa concedeu uma concessão à Hungria em 27 Em dezembro de 1860, dissolvendo a Voivodia da Sérvia e do Banato de Tamis reintegrando-a ao Reino da Hungria e Croácia-Eslavônia no início de 1861, embora o domínio húngaro direto tenha começado apenas em 1867, após o Compromisso Austro-Húngaro .
A maior parte do território da Voivodia (Banat e Bačka) foi incorporada ao Reino dos Habsburgos da Hungria, mas a Sírmia foi incorporada ao Reino da Eslavônia, outra terra separada da Habsburgo. O Reino da Eslavônia posteriormente se juntou ao Reino da Croácia, formando um novo reino chamado Croácia-Eslavônia, que fez um pacto com o Reino da Hungria em 1868, tornando-se parte autônoma do Reino da Hungria na Áustria-Hungria.

## Línguas
As duas línguas oficiais da voivodia eram o alemão e o ilírio (o que viria a ser conhecido como servo-croata ).

## Demografia
A voivodia era etnicamente muito mista, uma vez que as partes do sul da Sírmia, Banat e Bačka, com assentamentos sérvios compactos, não estavam incluídas, enquanto o leste de Banat, com maioria romena, foi adicionado a ela.

### 1846
De acordo com o censo de 1846, o território que em 1849 formou a Voivodia incluía: 
- Vlachs ( romenos ) = 417.000
- Sérvios = 402.000
- Alemães = 352.000
- Húngaros = 233.000
- Eslovacos = 27.000
- Búlgaros = 24.000
- Judeus = 16.000
- Romani = 12.000
- Rusyns = 7.000
- Croatas = 3.000
- Gregos = 3.000

### 1851
De acordo com o censo de 1850/51, a população da voivodia era de 1.426.221 habitantes, e a composição étnica da voivodia era a seguinte: 
- Romenos = 347.459
- Alemães = 335.080
- Sérvios = 321.110 (*)
- Húngaros = 221.845
- Bunjevci e Šokci = 62.936 (*)
- Rusins = 39.914
- Eslovacos = 25.607
- Búlgaros = 22.780
- Judeus = 15.507
- Ciganos = 11.440
- Tchecos = 7.530
- Croatas = 2.860 (*)
- Gregos e Cincars = 2.820

(*) O número total de "eslavos da Ilíria" ( sérvios, Bunjevci, Šokci e croatas ) foi de 386.906.
Em 1850/1851, a composição religiosa da população da Voivodia era: 
- Cristãos Ortodoxos Orientais = 694.029 (48,66%)
- Católicos romanos = 624.839 (43,81%)
- Evangélicos- Luteranos = 51.724 (3,63%)
- Evangélicos- Reformistas = 26.621 (1,87%)
- Judeus = 16.252 (1,14%)
- Católicos Gregos e Armênios = 12.756 (0,89%)

## Divisão Administrativa
A princípio, a voivodia foi dividida em dois distritos:
1. Batschka-Torontal (Bačka-Torontal)
2. Temeschwar-Karasch (Timișoara-Caraș)

Mais tarde, foi dividido em cinco distritos: 
1. Großbetschkerek / Veliki Bečkerek (em 1850, a população do distrito era de 388.704 habitantes, incluindo: 126.730 alemães, 124.111 sérvios, 60.781 húngaros, 58.292 romenos, 11.045 búlgaros, 3.752 croatas, 2.562 eslovacos, 1.421 judeus, etc. )
2. Lugosch / Lugoj (Em 1850, a população do distrito contava 229.363 habitantes, incluindo: 197.363 romenos, 21.179 alemães, 8.305 búlgaros, 1.505 húngaros, 612 sérvios, etc. )
3. Neusatz / Novi Sad (em 1850, a população do distrito contava 236.943 habitantes, incluindo: 100.382 sérvios, 45.936 alemães, 30.450 húngaros, 20.683 eslovacos, 13.665 Šokci, 2.098 judeus, etc. )
4. Temeschwar / Timișoara (em 1850, a população do distrito era de 316.565 habitantes, incluindo: 159.292 romenos, 101.339 alemães, 34.263 sérvios, 12.412 húngaros, 3.664 búlgaros, 2.307 Šokci, 1.650 eslovacos, etc. )
5. Zombor / Sombor (em 1850, a população do distrito contava com 376.366 habitantes, incluindo: 160.016 húngaros, 103.886 alemães, 53.908 Bunjevci, 40.054 sérvios, 7.830 judeus, etc. )

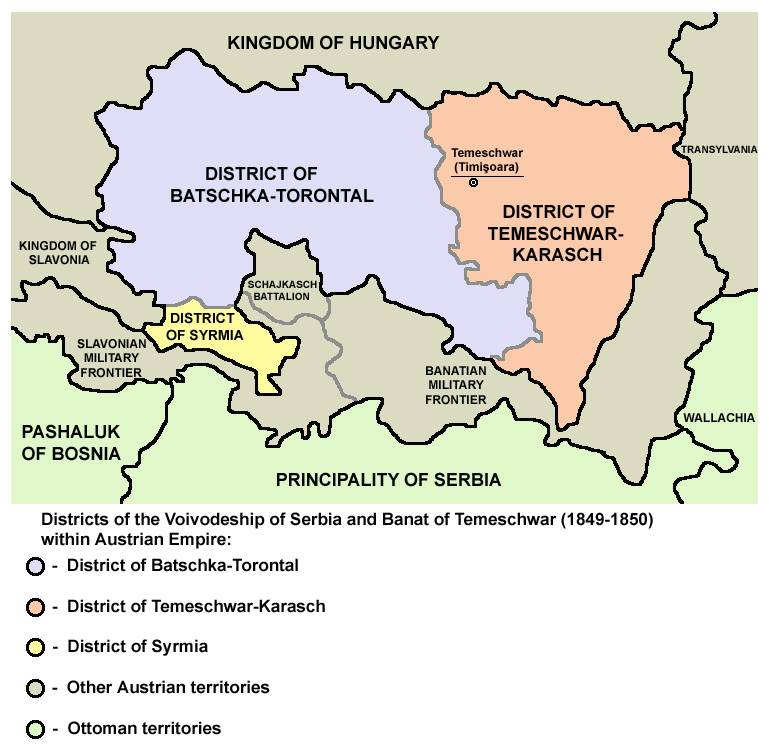
Distritos da voivodia da Sérvia e do Banato de Tamis (1849-1850).
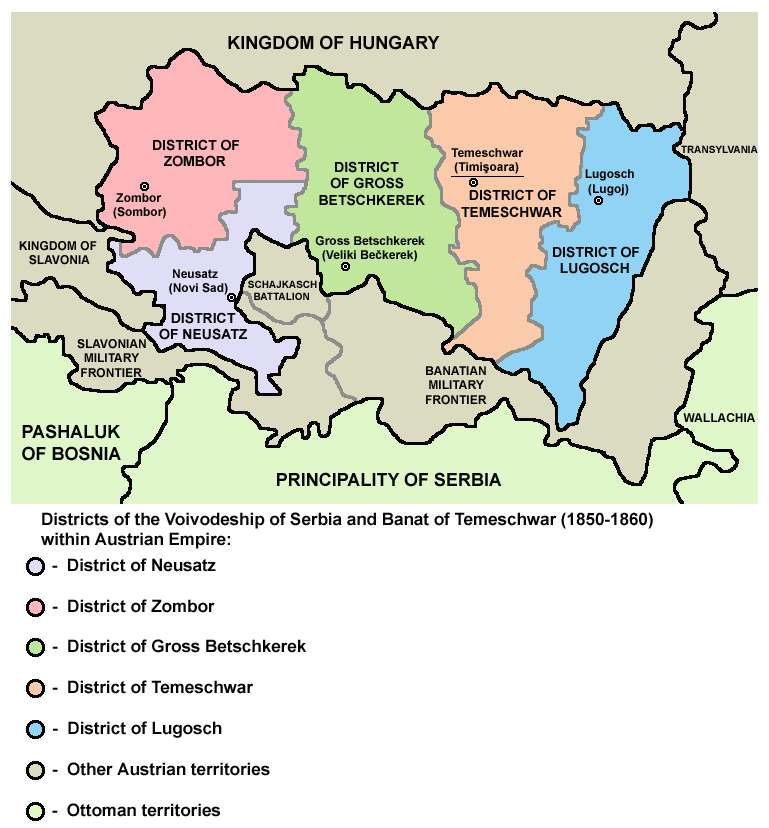
Distritos da voivodia da Sérvia e do Banato de Tamis (1850-1860).

## Administração

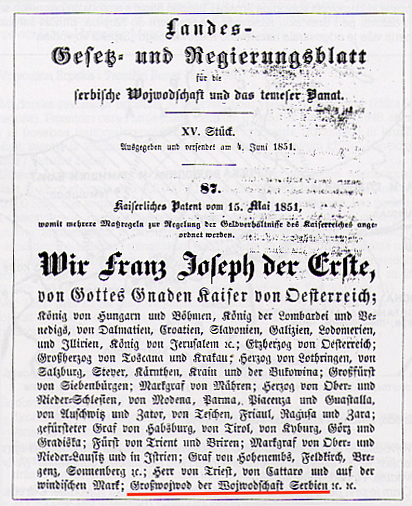
Títulos do imperador Habsburgo em um documento histórico de 1851: entre outros títulos, o imperador Francis Joseph I também foi o Grande Voivode da Voivodia da Sérvia (alemão: Grosswojwod der Wojwodschaft Serbien).

### Grandes Voivodios
- Francis Joseph I, (1849–1916)
- Carlos I, (1916–1918)

Nota: a Voivodia foi abolida em 1860, mas Francis Joseph manteve o título de "Grande Voivode" até sua morte em 1916, e o título também foi herdado pelo último imperador da Áustria, Carlos I.

### Governadores
- Ferdinand Mayerhofer, (1849-1851)
- Johann Coronini-Cronberg, (1851-1859)
- Josip Šokčević, (1859-1860)
- Karl Bigot de Saint-Quentin, (1860)